# Acacia effusifolia
Acacia effusifolia — вид квіткових рослин з родини бобових. Ареал: Австралія (Західна Австралія).

## Середовище проживання
Зазвичай він розташований на невисоких пагорбах, навколо гранітних відслонень, рівнин і піщаних рівнин, де росте на піщаних або суглинистих ґрунтах, які можуть містити значну кількість глини, як частина чагарників і спініфексів, які зазвичай містять ряд евкаліптів та інших видів акацій.

## Біоморфологічна характеристика
Цей кущ або дерево зазвичай досягає висоти від 2 до 5 метрів і має кілька або багато стебел, які мають неглибокі або глибокі поздовжні рифлення по своїй довжині. Кора від сірого до коричневого кольору здебільшого гладка, але іноді може мати тріщини до основи. Нові пагони, як правило, вкриті смолою і мають кілька червоних залозистих волосків, тоді як смоляні ребристі гілочки є волохатими між ребрами. Зелені або сіро-зелені, плоскі та напівжорсткі філодії мають вузьколінійну форму, від прямих до неглибоко вигнутих, мають довжину від 4 до 14 см і ширину від 1 до 4 мм, голі або з дрібними волосками між багатьма тонкими поздовжніми жилками. Цвіте переважно з липня по вересень, утворюючи жовті квітки. Прості суцвіття часто зустрічаються парами в пазухах з квітковими головами завдовжки від 5 до 20 мм і в діаметрі від 4 до 7 мм. Тонкі стручки прямої або злегка вигнутої форми, округлі в перерізі, мають довжину від 2 до 9 см і ширину від 1 до 2 мм, з нечіткими поздовжніми жилками. Блискуче коричневе насіння має довгасту форму і довжину 3–4 мм.